# WiLL (雑誌)
『月刊WiLL』（マンスリー ウィル、げっかんウィル）は、ワック株式会社が発行する月刊の総合論壇誌。紙書籍版の発売は毎月26日、電子書籍版は翌月3日。

## 略史
2004年（平成16年）11月26日発売の「創刊号」（2005年〈平成17年〉1月号）にて、『月刊WiLL』が創刊。初代編集長は花田紀凱が務めた。「オトナのマンスリー・マガジン」を謳っている。創刊号の大見出しは「厄介な国、中国」であった。
2005年（平成17年）、販売部数が10万部を突破。
2008年（平成20年）、『月刊WiLL 2008年5月号』が販売部数13万6,000部を達成。同年、ワック株式会社とワック・マガジンズ株式会社が合併し、ワック株式会社の資本金は4,150万円に増資する。
2009年（平成21年）3月、雑誌『歴史通』を別冊として創刊。同年10月11日付のワック社公式ウェブサイトの記事は、同サイトに残る最古の記事である。
2010年（平成22年）3月、『歴史通』が3月発売分（第5号）より独立創刊する。同年12月、WiLL編集部がTwitterの告知用公式アカウントを開設。
2014年（平成26年）、『月刊WiLL 2014年10号』が販売部数20万部を達成。
2016年（平成28年）3月、花田紀凱が発行元・ワック社の鈴木隆一社長と対立して同社を退職したため、紙書籍版が3月26日に発売される5月号（通巻 第137号）を最後に編集長不在という状況になった。主な編集担当者も退社、飛鳥新社に移籍し、同年4月26日に雑誌『月刊Hanada』を創刊している。上記の事態を受け『歴史通』編集長であった立林昭彦が編集長を兼任となった。
2017年（平成29年）には、雑誌版『WiLL増刊号』が不定期で年2回発行するようになった。創刊以来、常連寄稿者だった渡部昇一が、同年4月17日に87歳で死去したことを受け『月刊WiLL 追悼「知の巨人」渡部昇一 2017年7月号増刊』が発行、販売部数10万部に達した。同年8月31日、WiLL編集部がFacebookの告知用公式アカウントを開設。
出版関係者によれば、2018年（平成30年）10月の時点で『月刊WiLL』の発行部数は8万部であるとのこと（同じく、『Hanada』は6万部、『正論』は5万部とのこと。）。
2019年（平成31年）1月9日、YouTubeチャンネルのインターネットテレビ版『WiLL増刊号』(cf.) が開設され、1月12日に動画が初めて配信された。以来、配信は毎日続いている。こちらの初代編集長は白川司が務めた。編集部員の山根真をメインの進行役および聞き手とし、白川を始めとする有識者や政治家などを招いたトークを展開している。
2020年（令和2年）2月26日付で、ワック株式会社が子会社「ワック・マガジンズ株式会社」を吸収合併する。同年4月より、ウェブ刊『Daily WiLL Online（デイリー ウィル オンライン）』を毎日配信し始める。その後、名称をウェブ刊『WiLL Online（ウィル オンライン）』に改めている。同年3月9日、花田の騒動の余波で不定期刊行になっていた『歴史通』が『WiLL SPECIAL』と名を改めて刊行される。同年4月2日、『WiLL SPECIAL』の4月号（通巻 第2号）が発売され、同誌はこれをもって全2号で終刊を迎える。
2021年（令和3年）1月26日、インターネットテレビ版『WiLL増刊号』のサブチャンネルとしてインターネットテレビ版『別冊WiLL増刊号』(cf.) が創設された。同年6月25日、『月刊WiLL』が創刊200号にあたる2021年8月号を発売。同年10月22日、山根がインターネットテレビ版『WiLL増刊号』の第2代編集長に就任した。同年、インターネットテレビ版『WiLL増刊号』が開設2年にしてチャンネル登録者数30万人を突破。
2022年（令和4年）8月27日、インターネットテレビ版『WiLL増刊号』がチャンネル登録者数40万人を突破。同年9月14日、インターネットテレビ版『WiLL増刊号』がインターネットテレビ『Daily WiLL』に改称する。

## 関係者

### 発行人
- 鈴木 隆一（すずき りゅういち） - ワック株式会社代表取締役社長[4]。

### 編集長
- 『月刊WiLL』初代編集長：花田紀凱（はなだ かずよし）
  - 2004年（平成16年）就任。創刊号発売日（2004年11月26日）当時62歳。2016年（平成28年）3月退任（当時73歳）。現在年齢算出：1942年9月（82歳）。
  - 1942年（昭和17年）9月13日、東京都生まれ。東京外国語大学卒業。株式会社文藝春秋出身。
  - 花田がワック社を退職した際の一連の騒動については「略史」節の該当部分を参照のこと。
- 『月刊WiLL』第2代編集長：立林昭彦（たてばやし あきひこ）
  - 2016年（平成28年）3月就任[18]ー現職。
  - 1946年（昭和21年）生まれ[32]。成蹊大学卒業。株式会社文藝春秋出身。『文藝春秋』『週刊文春』などを経て、『諸君!』の編集長に就任[32]。その後、同社の代表取締役、および、『月刊文藝春秋』長を歴任[32]。ワック社にて2009年平21年）3月創刊の隔月刊誌『歴史通』の編集長を創刊時から務めている[32]。

## 発行部数
発行部数（印刷証明付部数、その他）は非公開となっている。おおまかな販売部数は公表されている。

## 統一教会との関係
- 2008年5月号、2008年8月増刊号、2012年5月号、2013年10月号、2018年2月号、2018年3月号に、統一教会幹部の鴨野守が執筆した記事が掲載された[35][36][37][38][39][40]。

## 物議を醸した記事
- 『月刊WiLL 2006年5月号』[41]（2006年〈平成18年〉5月26日発売｜編集長：花田紀凱）に掲載された特集記事「いつまで中国、北朝鮮にナメられるのか！」のうち、北朝鮮による日本人拉致問題で社民党の対応が十分でなかったと主張する記事「拉致実行犯辛光洙釈放を嘆願した“社民党名誉党首”」で、「土井たか子は本名『李高順』、半島出身とされる。」と電子掲示板で流布していた虚偽の在日認定言説を事実であるかのごとく、花岡信昭が執筆した。土井側は、事実無根の捏造記事で、土井氏に対する取材に基づかない一方的な推測で作成したもので、名誉を毀損されたとして、全国紙5紙への謝罪広告の掲載と1000万円の損害賠償を求め、2007年（平成19年）4月18日、神戸地裁へ提訴した。2008年（平成20年）11月13日、神戸地裁の尼崎支部にて、竹中邦夫裁判長は「明らかに虚偽の事実を記載している」としてワック社などに200万円の支払いを命じる一方で、実売部数が少ないことを理由に謝罪広告掲載の必要性は認めなかった。花田は、この判決に先立ち、花岡の記述を虚偽と認めて『2008年11月号』295ページに「土井たか子氏及び関係各位に深くお詫びいたします」との謝罪文を掲載している。大阪高裁による2009年（平成21年）4月24日の二審判決も、一審判決を支持し、被告の控訴を棄却した。最高裁も一審、二審判決を支持する判断を示し被告の上告を棄却して『月刊WiLL』側の敗訴が確定した[42][43]。
- 『月刊WiLL 2009年9月号』[44]（2009年〈平成21年〉7月26日発売）に記載した「NHK中堅番組ディレクター」なる匿名の人物による記事「NHKがドラマ『昭和天皇 裕仁』を」で、市民団体「NHKを監視・激励する視聴者コミュニティ」が“NHKに懐柔され前身組織から改称した”NHKスペシャル シリーズ 「JAPANデビュー」問題で攻撃に毅然たる態度をとるよう求めた要望書に関し、「台湾問題について打つ手のなくなったNHKが『決して批判だけでない』という材料がほしいがために、『番組を応援するような要望書を出してもらえないでしょうか』と醍醐氏側にそれとなくお願いしたと聞いています。」とする文章を掲載した[45]。全て事実無根の捏造であるとして、共同代表の醍醐聰から訂正を求める抗議申し入れを受けている[45]。
- WiLL寄稿者の1人で、シンクタンクのキヤノングローバル戦略研究所に所属している杉山大志は「環境運動から共産主義に"転向"して、COPから追放されたグレタ・トゥンベリ」をはじめとする地球温暖化とその対策に懐疑的な記事をWiLLや同シンクタンクなどで発信し、気候科学者や同シンクタンクに所属する他の研究員などから批判されている[46]。
- 『月刊WiLL 2022年12月号』に「中国に大阪の土地が爆買いされている」と題した記事を大阪府泉南市議会議員の署名記事で掲載されたが、この市議会議員がTwitterにおいて、「この記事は自身が寄稿したわけではなく、取材に基づいてWiLLの記者が書いたものであり、所々自身の発言ではない部分がある」と同年10月29日に指摘していた。ワックは同年11月23日に同社出版局局長の名義でこの指摘に関しての見解をTwitterにて発表し、この記事は同市議から聞いた内容に加えて、「編集部の意向が混在して構成されたもの」となっており、結果として同市議の主張となっていることは誤りであったとして、一部の箇所を削除・訂正すると同時に同市議に謝罪した[47]。
- 2022年10月号において国際政治経済学者、浜田和幸氏による、「中国が恐竜を復活、兵器化を狙う」なる記事を掲載。

### 皇族関連記事
- 『月刊WiLL 2008年7月号』[48]（2008年〈平成20年〉7月26日発売）に記載した渡部昇一と日下公人の対談と、『月刊WiLL 2008年8月号』[49]（8月26日発売）に記載した西尾幹二の論考「これが最後の皇太子さまへの御忠言」が、宮内庁より「昭和天皇、天皇陛下、皇后さま、皇太子、女官について書かれている内容が虚偽である」として抗議を受け誌上での訂正を求められる[50][51]。

- 2016年（平成28年）5月4日夜、右翼団体役員の松田晃平が編集部の窓を割って侵入し、床に黒いペンキを撒いて消火器を噴霧したのちに自ら110番通報し、建造物侵入容疑で警視庁公安部に現行犯逮捕された[52][53][54][55]。『LITERA』や『クリスチャントゥデイ』によれば、松田は、『月刊WiLL 2016年6月号』に掲載された西尾幹二と加地伸行の対談記事「『御忠言』から八年 いま再び皇太子さまに諫言申し上げます」について、「不敬だ」などと供述したという[52][53]。この件は『平成29年警察白書』でも「テロ、ゲリラ事件」として取り上げられた[56]。

## 主な連載
- 「足許提灯」（長谷川幸洋）
- 「繁栄のヒント」（日下公人）
- 「事件の現場から」（門田隆将）
- 「KAZUYAのつぶやき」（KAZUYA）
- 「地球賢聞録」（馬渕睦夫）
- 「預言者の時代」（古田博司）
- 「現代文学を読む」（田中和生）
- 「独眼竜・政宗の国会通信」（和田政宗）
- 「石平が観た日本の風景と日本の美」（石平）
- 「我に還らず」（居島一平）
- 「その時、輝いていた人々」（曽野綾子）
- 「山口敬之の深堀世界の真相」（山口敬之）

### 過去の連載
- 「判決!」（いしかわじゅん）
- 「あっぱれ!築地をどり」（勝谷誠彦）
- 「蒟蒻問答」（堤堯・久保紘之）Hanadaへ移動。
- 「ある編集者のオデッセイ」（堤尭）
- 「爆笑問題の日本原論」（爆笑問題） - 『宝島30』（宝島社）→『WIRED』（コンデナスト・ジャパン）→『月刊サイゾー』（サイゾー）→『月刊WiLL』（ワック）と移行。
- 「本家ゴーマニズム宣言」（小林よしのり）
- 「絶対安全ランキングD」（高橋春男） - 休刊した『噂の眞相』（株式会社噂の真相）より移行。
- 「なんくるないさー 沖縄・アジア放浪日記」（岡留安則） - 「岡留のコーナーの存在は本誌と相容れない」との読者からの異議を受け、2008年（平成20年）3月で終了した。
- 「世界の常識を疑え」（ギャルマト・ボグダン）
- 「永田町コンフィデンシャル」（九段靖之介[注 4]）

## 主な執筆者
- 櫻井よしこ - 創刊号から寄稿（創刊号では横田早紀江との対談記事を寄稿[8]）。
- 阿比留瑠比
- 藤井厳喜
- 古森義久
- 髙山正之
- 鴨野守
- ケント・ギルバート
- 上念司
- 石平
- 高橋洋一
- 門田隆将
- 小川榮太郎 - 2016年4月以降は無し。
- 白川司 - インターネットテレビ版『WiLL増刊号』の初代編集長も務めた。
- 深田萌絵 - インターネットテレビ版『WiLL増刊号』の第4回（名目は#03、2019年1月24日）から始まった「深田萌絵の直言 辛言 暴言ですが何か！」にも出演。
- 山口敬之

故人
- 谷沢永一
- 渡部昇一 - 創刊号以来[8]）、2017年（平成29年）4月に死去するまで全号に寄稿していた。
- 石原慎太郎
- 加瀬英明

## インターネットテレビ『Daily WiLL』
動画共有サービスサイト「YouTube」における当誌の公式チャンネルは、インターネットテレビ『Daily WiLL（デイリーウィル）』といい、視聴無料の動画を毎日配信している。主として有識者や政治家などを招いたトークを展開する政治系オピニオン番組である。「デイリーWiLL」「YouTubeチャンネル『Daily WiLL』」「WiLLチャンネル / WiLL Ch（ウィル チャンネル）」などとも自称・他称されている。
以前は「インターネットテレビ版『WiLL増刊号』」を名乗っていた。2017年（平成29年）から刊行されている雑誌版の『WiLL増刊号』もあるが、インタネーット版とは別物である。
インターネットテレビ版『WiLL増刊号』（現・インターネットテレビ『Daily WiLL』）は、2019年（平成31年）1月9日に開設され、1月12日に初めて動画が配信された。初代編集長は白川司が務めている。編集部員の山根真は第4回（1月25日）から登場し、やがて進行役および聞き手を山根が担当、白川は「評論家」名義で解説役を務めるという、基本形が出来上がっていった。『月刊WiLL』の取材がてら「こちらにも出演していって下さい」という流れで、有識者や政治家に出演してもらう形を執っている。収録時間は10分以上20分以内が普通。他の雑誌媒体に先駆けて逸早く動画共有サービスに本格的進出を果たしており、ニュースを提供するのではなく論評をする場である点は『月刊WiLL』と変わらないものの、月刊誌ゆえに速報性の無い『月刊WiLL』とは対照的に、こちらでは時々刻々と更新される最新情報にも、即日、あるいは「臨時配信」という形での即時対応でもって、論陣を張っている。
2021年（令和3年）1月26日には、インターネットテレビ版『別冊WiLL増刊号』がサブチャンネルとして開設された。また、同じ1月にはメインチャンネルのインターネットテレビ版『WiLL増刊号』が開設1周年を迎え、チャンネル登録者数は12万人を超えた。7月にはインターネットテレビ版『WiLL増刊号』のチャンネル登録者数が13万人を突破。10月22日、山根がインターネットテレビ版『WiLL増刊号』の第2代編集長に就任した。同年中、インターネットテレビ版『WiLL増刊号』は開設2年にしてチャンネル登録者数30万人を突破した。
2022年（令和4年）8月20日、土曜日を「ゆるトーク」（時事問題なら硬軟を問わず何でも扱う緩い感じの雑談）の日と決めてこの日にスタート。好評を得たため、恒例化する。8月27日、インターネットテレビ版『WiLL増刊号』がチャンネル登録者数40万人を突破。9月14日、インターネットテレビ版『WiLL増刊号』がインターネットテレビ『Daily WiLL』に改称する。『月刊WiLL』のPRを目的に始めたチャンネルであったが、今や動画再生数は伸びるようになり、チャンネル登録者も十分すぎる数に達していることから、このうえは『月刊WiLL』の付録的な「増刊号」という位置付けを改め、月1刊行の『月刊WiLL（マンスリー ウィル）』と並び立つ毎日配信の『Daily WiLL（デイリー ウィル）』として展開していこうとの考えの下、一番の特徴を前面に押し出した名称への変更に踏み切ったものである。それと言うのも、毎日配信していることが案外知られておらず、改めて知って驚かれることが多かったらしい。日頃から親交のある小説家・百田尚樹ですら言われるまで気付かなかったというので、もっと知ってもらうべきと感じた山根編集長は、"Daily" を冠して名が体を表わす形に整えたわけである。実際、配信が無かった日は開設以来これまで1日も無かった。過去動画も含め、チャンネル名は14日付で「デイリーWiLL」に切り替わった（※本項では過去動画は旧チャンネル名のままで書き換えないこととする）。10月10日、山根真、白川司、sayaのレギュラー陣3名でチャンネル初のライブ配信を3部構成（30分弱を1時間置きに3回）で行うも、通信機器不調のために動画が途中で終了し、5日後に改めて完全版を配信した。
Daily WiLL編集長：山根真（やまね まこと）
- YouTube番組「Daily WiLL」編集長。ただし、『月刊WiLL』の編集長ではない。『月刊WiLL』の編集長は立林であり、混同されがちである。
- 2021年（令和3年）10月22日就任[30]（当時30歳もしくは31歳）。現在年齢算出：1990年（34 - 35歳）。
- 1990年（平成2年）、鳥取県生まれ[68]。中学生時代（鳥取大学附属中学校時代）から『正論』『諸君!』『月刊WiLL』を読んで育つ[61][68]（『月刊WiLL』創刊時は13歳もしくは14歳）。県外の高校に進学した後、大学進学を機に上京[68]。慶應義塾大学卒業[68]。ロンドン・スクール・オブ・エコノミクス (LSE) 大学院修士課程修了[68]。銀行勤務などを経て[68]、ワック社に入社し、『月刊WiLL』等の編集部員を務める。インターネットテレビ版『WiLL増刊号』の第2代編集長に就任している。